# Garland Cannon
Garland Hampton Cannon (1924–2020) va ser un lingüista nord-americà i professor d'anglès i lingüística a la Universitat de Texas A&M.

## Llibres
- The Persian Contributions to the English Language: A Historical Dictionary, Garland Cannon and Alan S. Kaye, Wiesbaden: Harrassowitz Verlag, 2001
- The Life and Mind of Oriental Jones: Sir William Jones, The Father of Modern Linguistics. Cambridge: Cambridge University Press. 1990